# Grand-Place (Bruxelles)
La Grand-Place (in olandese: Grote Markt) è la piazza centrale della città di Bruxelles.  
La Grande Place di Bruxelles dal 1998 è presente tra i patrimoni dell'umanità dell'UNESCO ed è considerata come una delle più belle piazze del mondo.

## Storia

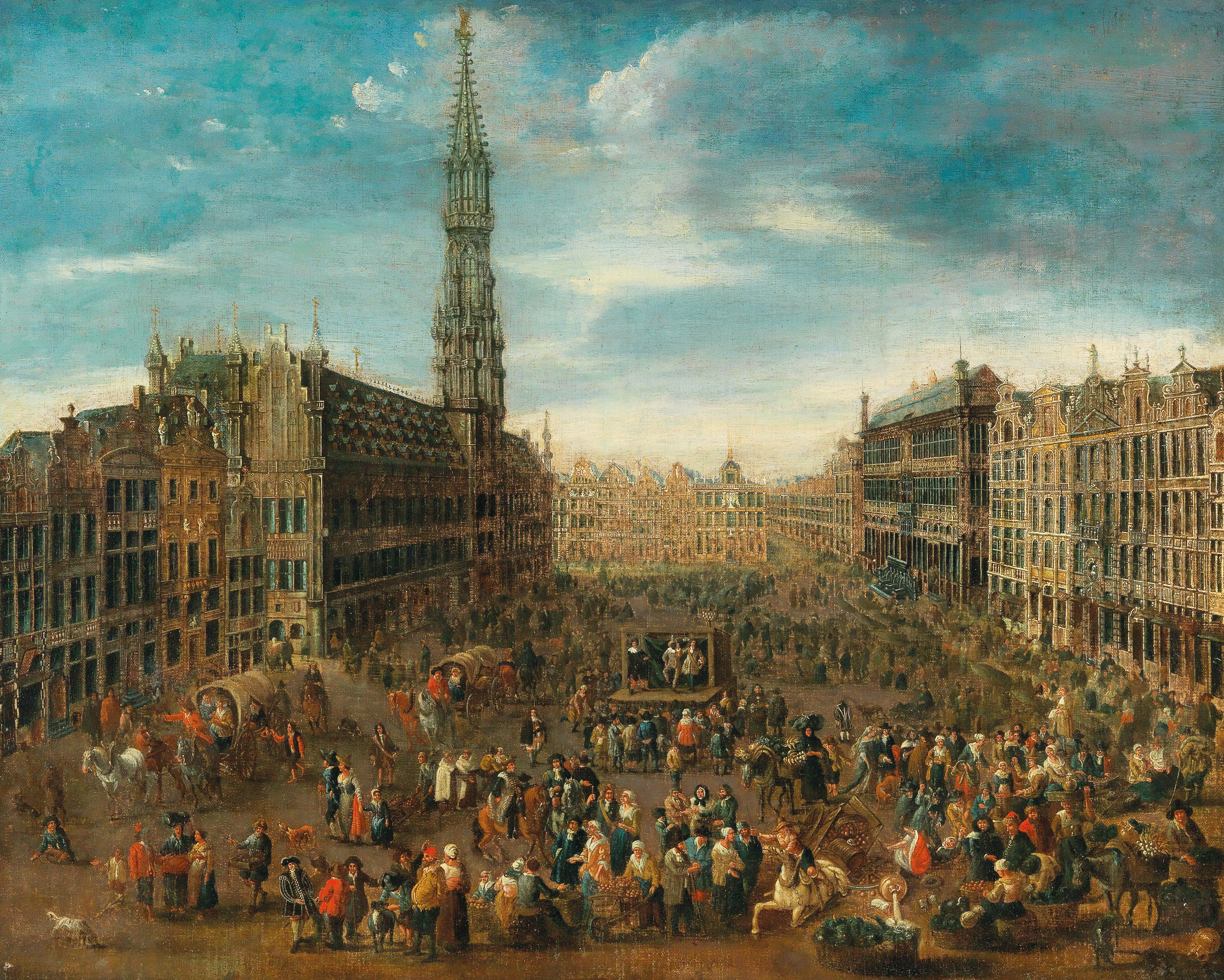
Una scena di mercato sulla Grand-Place, c. 1670

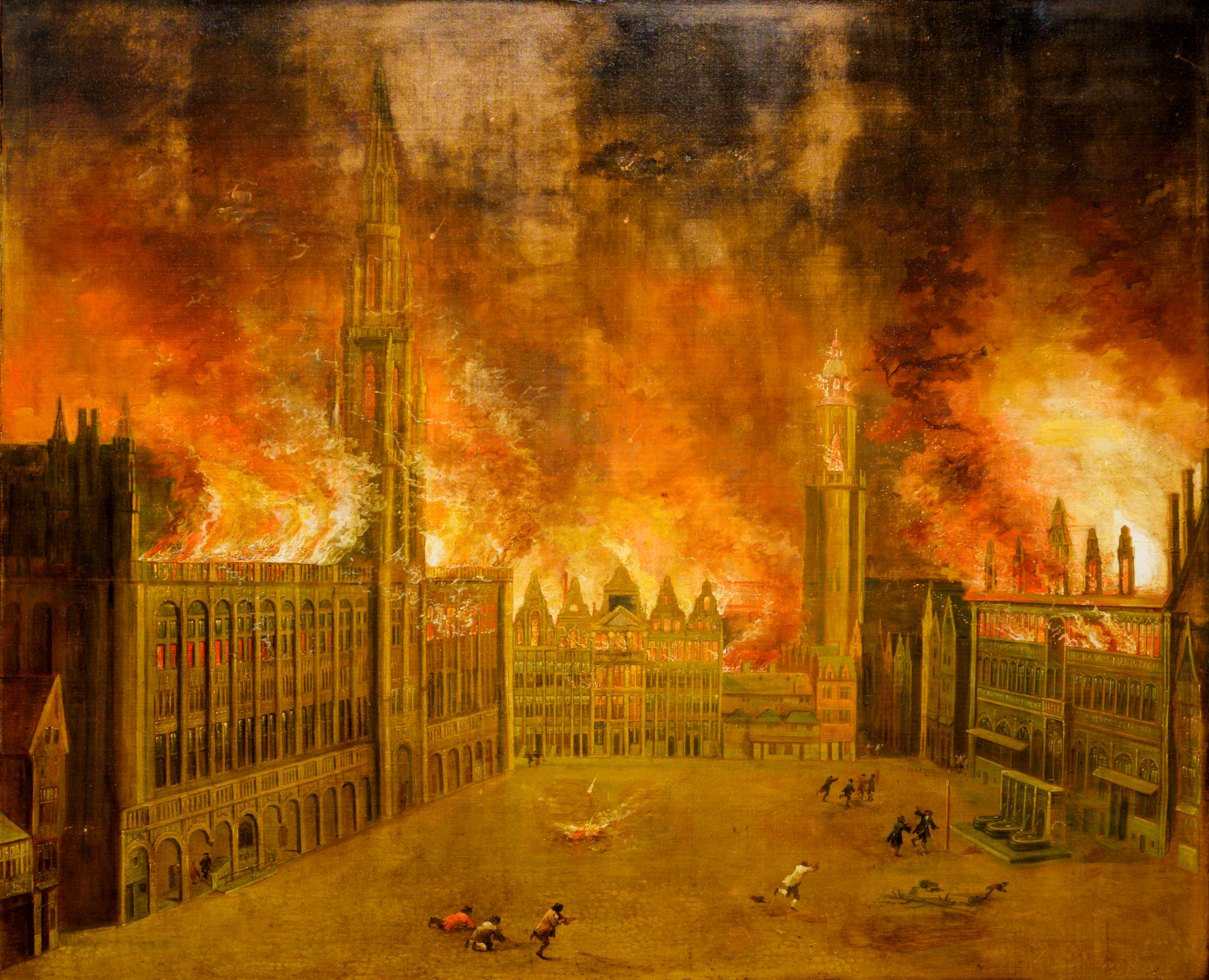
La Grand-Place in fiamme durante il Bombardamento di Bruxelles del 1695. A sinistra, il Municipio; a destra, la Maison du Roi; sullo sfondo, la Chiesa di San Nicola.

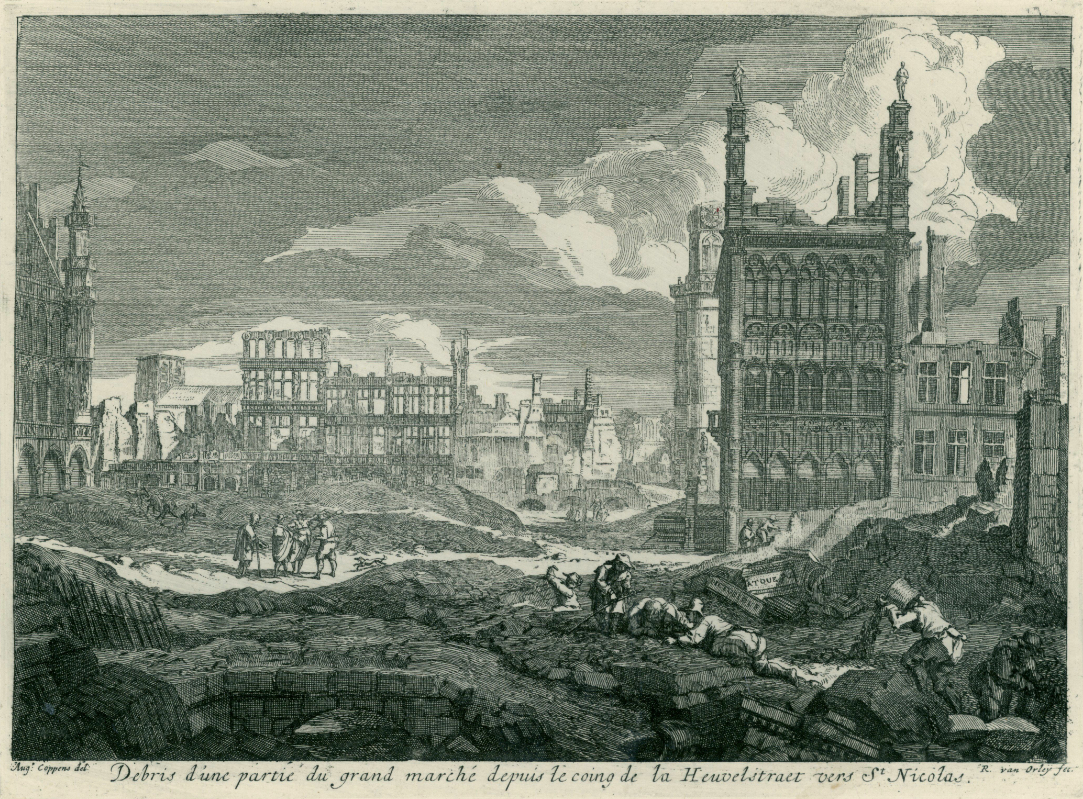
Rovine della Grand-Place dopo il bombardamento del 1695 in una stampa su disegno di Augustin Coppens (1668–1740)

Originariamente chiamata Nedermerckt, la piazza ha ottenuto il suo nome attuale nel periodo 1777-1789.
Il mercato all'aperto è stato creato sulla riva destra del Senne, ad est dell'isola del Senne (oggi Sint-Goriksplein o in francese place Saint-Géry) e del Werf (la darsena commerciale, sotto l'attuale edificio Brucity). Questa zona era inizialmente paludosa e fu prosciugata durante la costruzione nel XII secolo. La pavimentazione originale era 1,20 m più bassa di quella attuale. Finalmente il mercato prese il nome di Nedermerckt, il "Mercato basso".
L'installazione di un luogo di mercato in questo punto è all'origine dello sviluppo commerciale di Bruxelles. Uno scritto datato 1174 menziona un "mercato basso" (forum inferius) situato vicino al punto d'inizio della navigabilità della Senne, utilizzato anche come luogo di carico/scarico delle barche (portus). Questo quartiere commerciale, dipendente dalla chiesa di San Nicola (patrono dei commercianti), si presentava allora allineato intorno a quello che era l'asse principale: lo Steenweg, oggi Steenstraat, o in francese "Rue des Pierres", via delle pietre, dal fatto che fu la prima via cittadina ad essere pavimentata. Era un'importante via che collegava all'epoca le due prospere regioni delle Fiandre e della Renania.
All'inizio del XIII secolo vennero costruiti tre mercati coperti tra un nuovo asse (l'odierna Grasmarkt, o Rue du Marché aux herbe, e il lato nord della piazza. Un mercato delle carni, uno del pane e uno dei tessuti. Questi mercati, proprietà dei Duchi di Brabante, permettevano di esporre le merci al riparo delle intemperie e di controllarne la qualità e la vendita a fini fiscali. Il crescere del commercio e le necessarie sistemazioni della piazza, a partire dall'inizio XIV secolo, cominciano a rilevare un'importanza esistenziale delle autorità della città (mercanti e artigiani) nei confronti di quelle dei signori. In seguito al nascere di problemi economici, il duca inizia a vendere via via parti dei suoi diritti sul controllo del commercio e dei mulini al Consiglio cittadino.
La Città di Bruxelles, in concorrenza con le vicine città di Malines e Lovanio, fa per prima costruire a sue spese, nel 1362, un nuovo e vasto mercato dei tessuti nell'altro lato della piazza. Poi acquista e demolisce tutte le case e botteghe che sorgono irregolari nella piazza al fine di stabilirne i confini. La costruzione del nuovo Stadhuis, Municipio, in più fasi fra il 1401 e il 1455, trasforma la piazza in sede del potere municipale, in contrapposizione al potere centrale simboleggiato dal vecchio Palazzo ducale del Coudenberg oggi scomparso. Di fronte al Municipio, il vecchio mercato del pane, che prenderà più tardi il nome di Maison du Roi, perde dal 1406 la sua funzione commerciale per essere trasformato in luogo di Giustizia. Intorno alla piazza si iniziano a costruire le residenze dei ricchi mercanti e le sedi delle potenti Corporazioni.
La piazza fu, nei secoli, teatro di numerosi avvenimenti storici. Nel 1523 vi vengono bruciati al rogo dall'Inquisizione Heinrich Voes e Johann Esch, i primi martiri protestanti. Quarant'anni più tardi, il 5 giugno 1568, i Conti d'Egmont e di Hornes vi vengono decapitati dal Duca d'Alba Fernando Álvarez de Toledo per aver ostacolato lo stabilirsi dell'Inquisizione nelle Fiandre e per essersi battuti per l'indipendenza dalla Spagna.
Il 13, 14 e 15 agosto del 1695, nella Guerra della Grande Alleanza la piazza fu gravemente colpita durante il cosiddetto Bombardamento di Bruxelles da parte delle 70.000 truppe francesi del Re Sole, guidate dal maresciallo de Villeroy in rappresaglia all'attacco che la Lega di Augusta aveva portato alla città di Namur, controllata dai Francesi. La totalità delle case signorili e delle Corporazioni, costruite in legno vennero distrutte. Solo la facciata del Municipio con la Torre, la Maison du Roi ed alcune pareti in pietra resistettero alle palle incendiarie. La piazza venne ricostruita in meno di quattro anni, tutti gli edifici perduti che circondavano la piazza furono ricostruiti in pietra dalle varie corporazioni. Il loro impegno venne regolato dai consoli cittadini e dal Governatore di Bruxelles. I progetti furono sottoposti alle autorità per l'approvazione e da ciò conseguì una ricostruzione armoniosa, nonostante il concorso di stili architettonici diversi, dal gotico fino al barocco.
Nel corso dei due secoli successivi la piazza subì un lento degrado. Alla fine del XVIII secolo i Sanculotti distrussero una buona parte dei simboli e statue dell'Ancien Régime e in seguito gli edifici saranno vittime di rinnovi non sempre felici, ed interventi ambigui. Sotto l'impulso del sindaco Charles Buls, l'insieme sarà progressivamente restaurato o, dove necessario, ricostruito, sulla base dei piani originali e raffigurazioni dell'epoca della grande ricostruzione.
Nel 1856, al centro della piazza, sarà installata una fontana monumentale in commemorazione del venticinquesimo anniversario di regno di Leopoldo I; rimpiazzata già nel 1860 da un'altra dedicata ai Conti d'Egmont e di Hornes posta sul luogo della loro decapitazione (davanti alla Maison du Roi e oggi spostata nella piazza del Petit Sablon. La Grand-Place (Gruute Met in bruxellese) ha conservato il suo ruolo secolare di Mercato mattutino fino al 19 novembre 1959. In fiammingo è ancora chiamata Grote Markt.

## Edifici principali

### Il Municipio

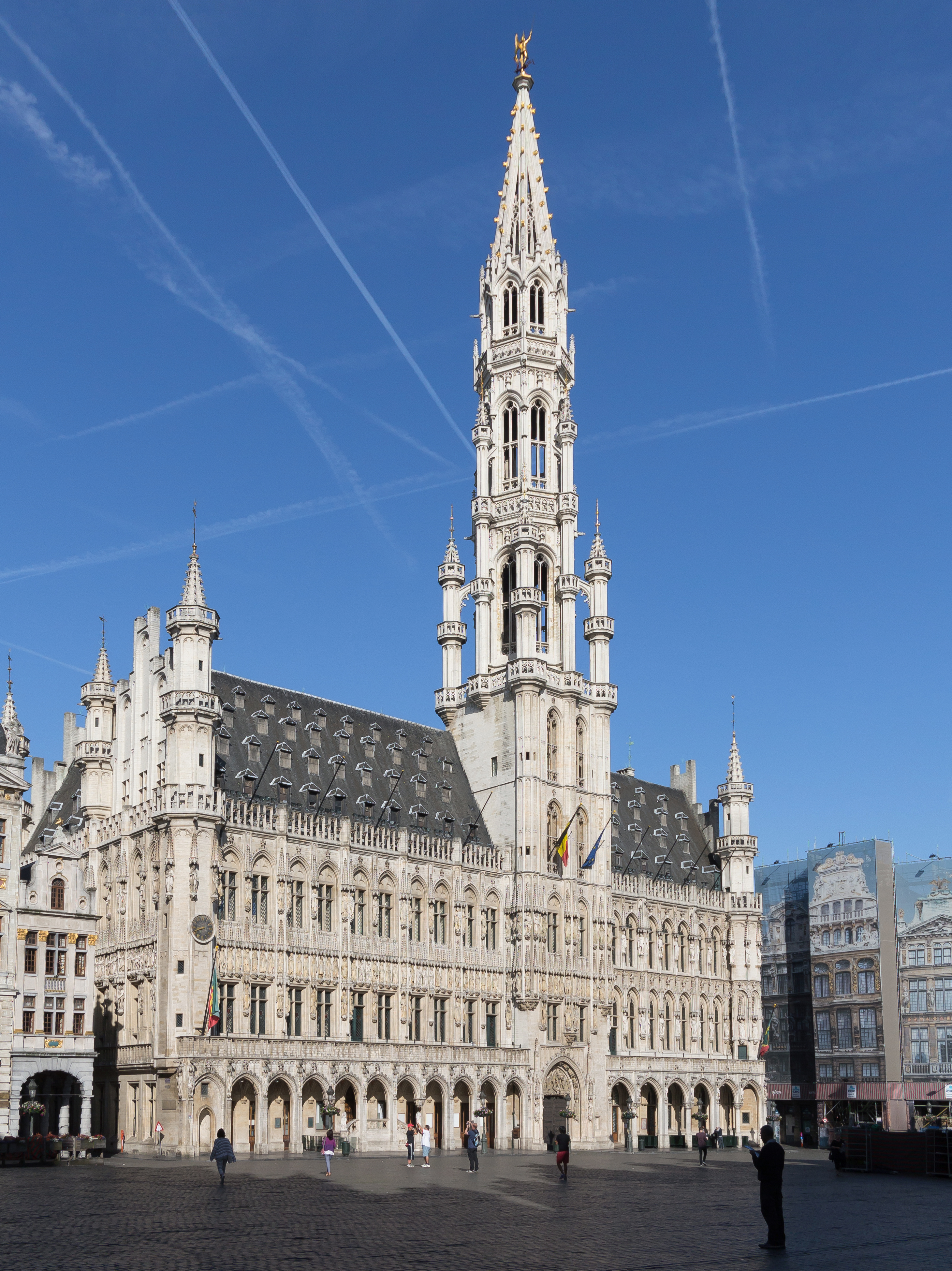
Il Municipio e la Tour Inimitable

L'Hôtel de Ville (in fiammingo: Stadhuis) è stato costruito tra il 1402 e il 1455. L'architetto originale è probabilmente Jean Bornoy. La torre, del 1454, di stile gotico è dovuta all'architetto Jan van Ruysbroeck. Al suo vertice si trova una statua di San Michele Arcangelo, il santo patrono della città di Bruxelles, che combatte il diavolo opera del 1454 di Marten van Rode.

### La Maison du Roi

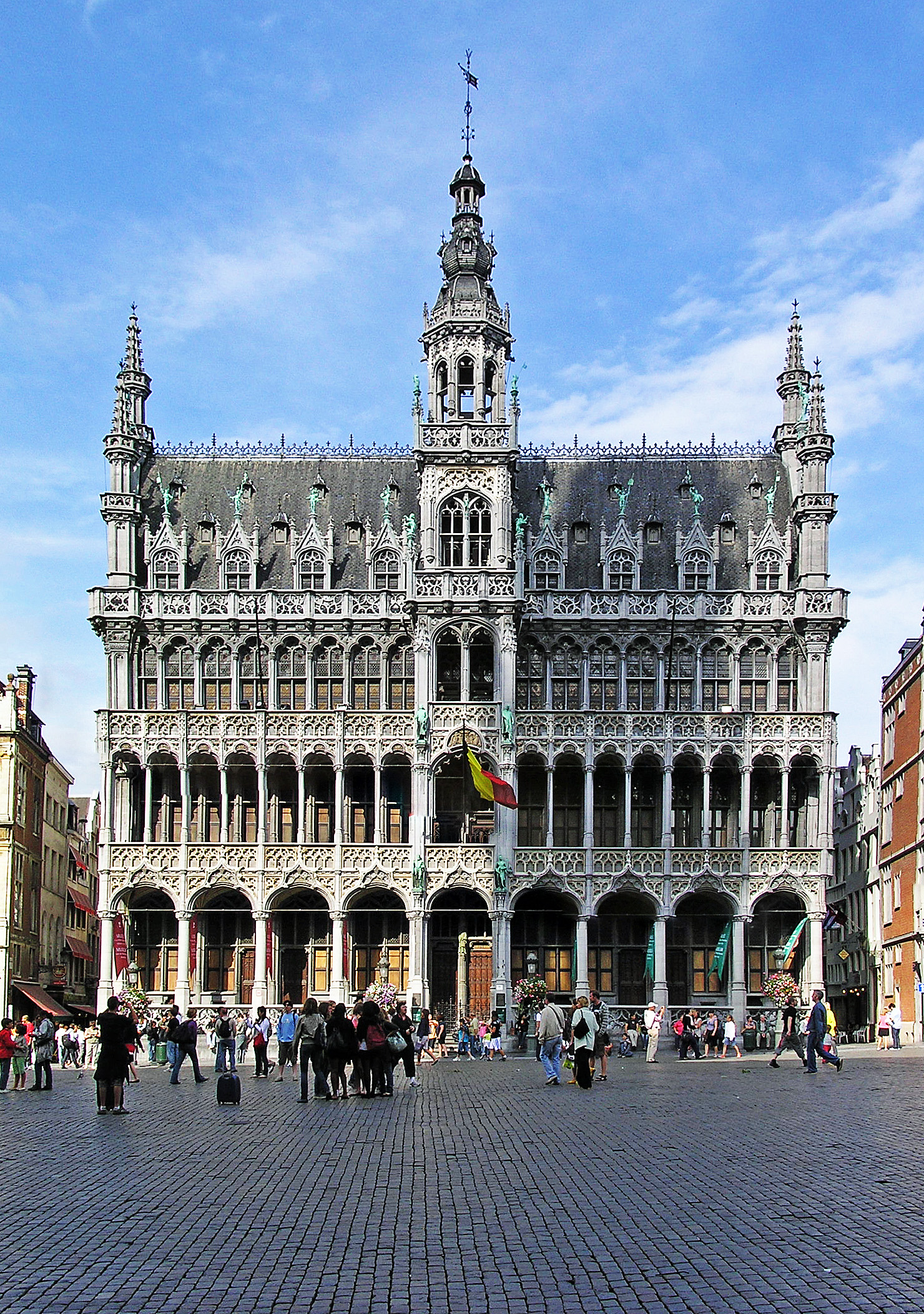
La Maison du Roi

La Maison du Roi (Casa del Re, in fiammingo: Broodhuis, Casa del Pane) era fin dal XIII secolo un edificio in legno dove si vendeva il pane. Un ricordo della primitiva funzione è rimasto nel nome in fiammingo. L'edificio in legno venne sostituito durante il XV secolo da uno in pietra, destinato ai servizi amministrativi del duca del Brabante. Nel XVIII secolo l'edificio fu restaurato e poi interamente rifatto alla fine del XIX secolo in stile tardo gotico fiammeggiante secondo i progetti originali.

## Le Case delle Corporazioni

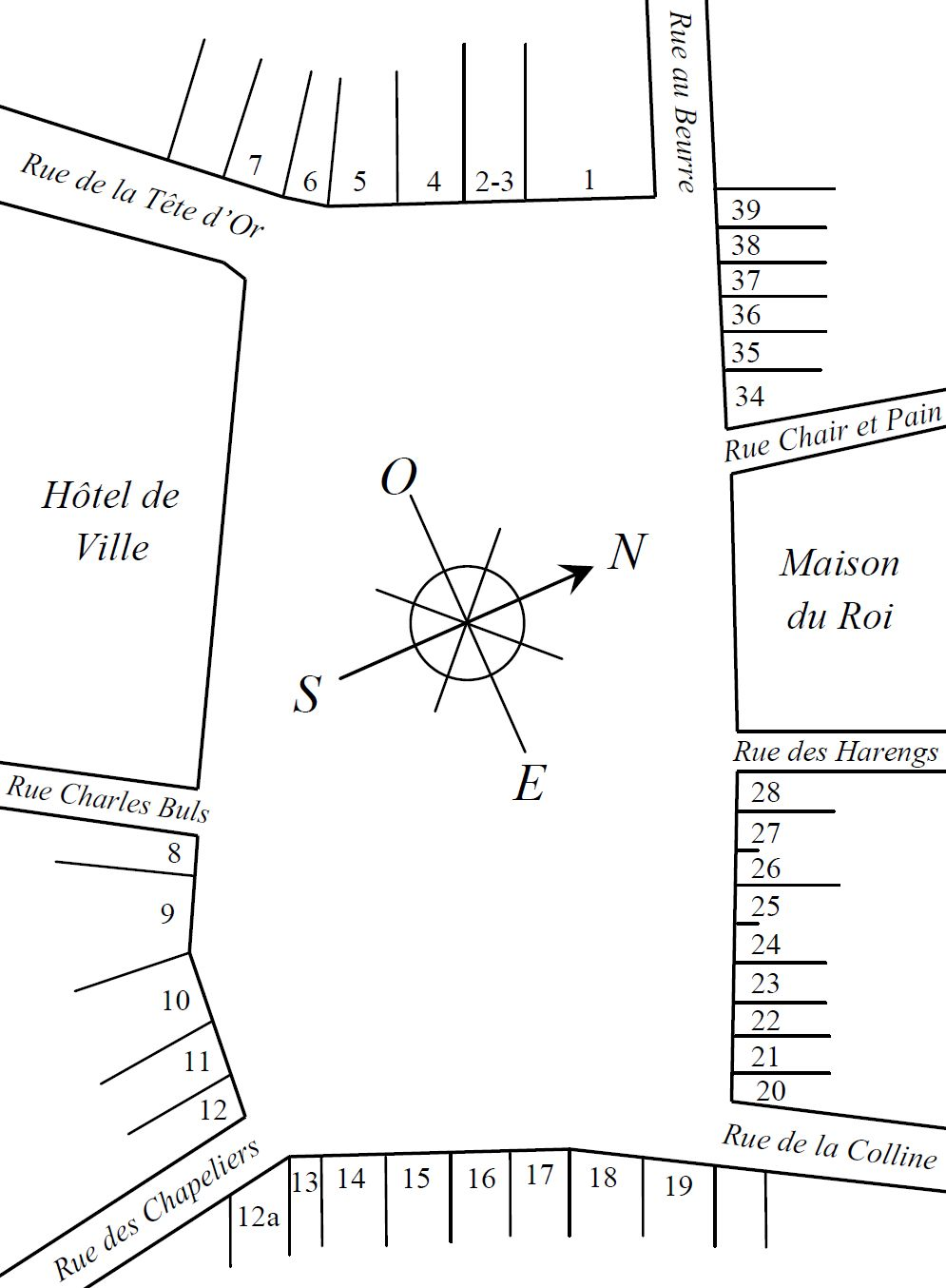
Pianta con indicazioni degli edifici nella Grand-Place

### Tra la Rue de la Tête d'or et la Rue au Beurre (lato occidentale)

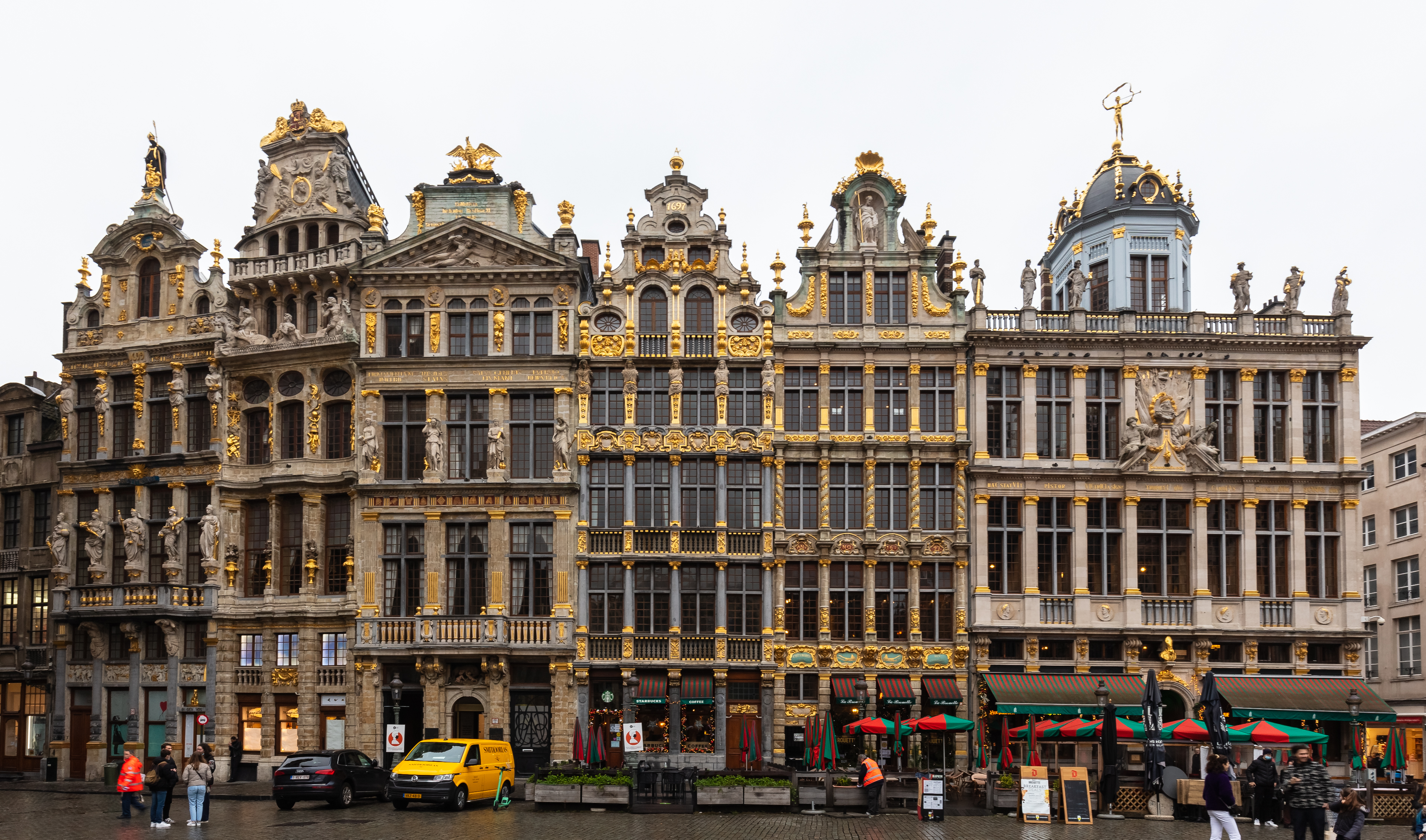
Da destra a sinistra: Le Roy d'Espagne, La Brouette, Le Sac, La Louve, Le Cornet, Le Renard.

- n° 1: Le Roi d'Espagne (il Re di Spagna), Casa della Corporazione dei Panettieri. Costruita nel 1696-97 da Jean Cosyn, presenta una facciata classica a tre ordini coronata da statue e cupola ottagonale con rivestimento in rame. Al centro della facciata è il gruppo scultoreo con il busto di Carlo II di Spagna che dà il nome all'edificio. All'origine le tre campate a destra costituivano una casa indipendente, la Saint-Jacques (San Giacomo), con accesso da Rue au Beurre. L'edificio, molto alterato nei secoli, venne interamente ricostruito fra il 1901 e il 1902 sui progetti originali seicenteschi.
- n° 2-3: La Brouette (la Carriola), Casa della Corporazione dei Grassieri, del XV secolo venne ricostruita in pietra nel 1644, la facciata resistette in parte al Bombardamento di Bruxelles. Venne ritoccata nel 1697 da Cosyn. È decorata dalla statua di sant'Egidio, patrono dei grassieri. Venne restaurata nel 1912, la porta di sinistra una volta si apriva su un vicolo (oggi scomparso) che la collegava a Rue au Beurre.
- n° 4: Le Sac (il Sacco), Casa della Corporazione degli Ebanisti, con gli utensili del mestiere che decorano la facciata. Risale anch'essa al XV secolo, ricostruita in pietra nel 1644 e risparmiata in parte dai bombardamenti. I primi tre piani sono quelli originali del 1644, con l'insegna originale scolpita in legno nell'architrave della porta; l'ultimo piano e il ricco frontone, tipico del gusto bruxellese, vennero aggiunti nel 1697 dall'architetto-ebanista Antoine Pastorana nel 1697. Le sculture, coeve a quest'ultimo, sono opere di Pierre van Dievoet et Laurent Merkaert. Le cariatidi vennero aggiunte dallo scultore Edouard Marchant nel 1852. L'intero edificio venne restaurato nel 1912 dall'architetto Jean Seghers; oggi ospita "La Maison des Maitres Chocolatiers Belges".
- n° 5: La Louve (la Lupa), Casa del Giuramento degli Arcieri. Costruita in pietra nel 1690 da Pierre Herbosch, nel 1696 la facciata è stata ricostruita con il pesante frontone sormontato dalla Fenice che risorge dalle sue ceneri, simbolo della ricostruzione della città dopo il Bombardamento di Bruxelles. Sottostante vi è un frontone triangolare con Apollo, rifatto sui disegni originali nel 1890-92 dall'Architetto di Città P. Jamaer. Il rilievo sopra la porta con Romolo e Remo allattati dalla Lupa e le quattro statue dell'attico Verità, Menzogna, Discordia e Pace sono opere seicentesche dello scultore Marcus des Vos.
- n° 6: Le Cornet (il Cornetto), Casa della Corporazione dei Battellieri. Ricostruita nel 1697 da Antoine Pastorana che ne disegno il frontone a forma di Poppa di nave. Tutto l'apparato scultoreo è opera di Pierre van Dievoet che le eseguì su un contratto stipulato con la corporazione il 3 aprile del 1697. L'edificio venne restaurato fra il 1899 e il 1902.
- n° 7: Le Renard (la Volpe), Casa della Corporazione dei Merciai. Venne ricostruita nel 1699 da van Nerven e Marcus des Vos, a quest'ultimo si deve tutto il fastoso decoro della facciata.

#### Tra la Rue Charles Buls e la Rue des Chapeliers (lato meridionale)

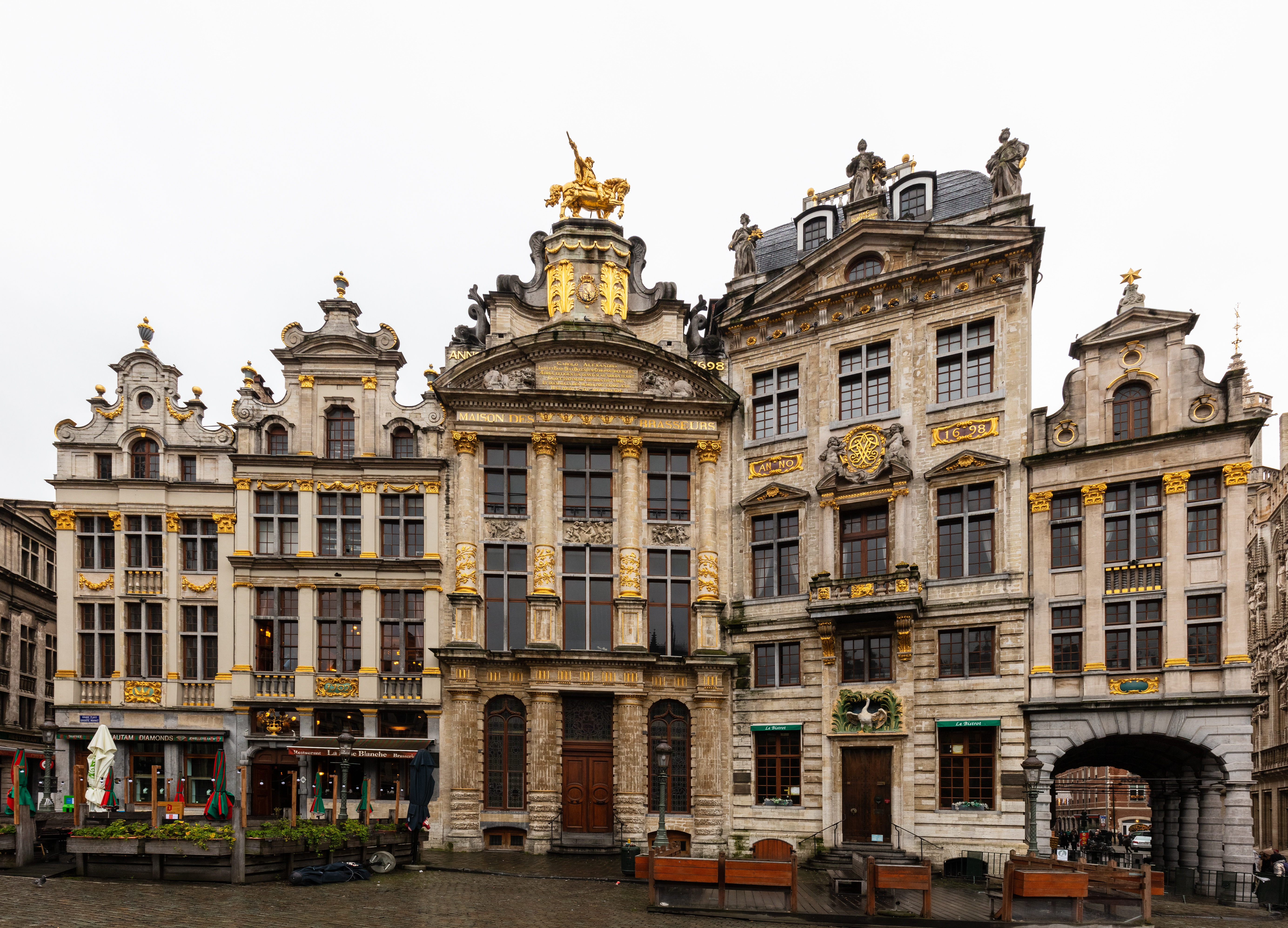
Da destra a sinistra: L'Étoile, Le Cygne, L'Arbre d'Or, La Rose, Le Mont Thabor.

- n° 8: L'Etoile (la Stella), Casa dell'Amman. Ricostruita già nel 1695, venne interamente demolita nel 1852 insieme a tutto il lato della Rue Charles Buls, allora chiamata Rue de l'Etoile, per permettere il passaggio di un tram a cavalli. Ricostruita nuovamente nel 1897 per iniziativa del sindaco Charles Buls. Sotto la loggia è il monumento bronzeo all'eroe Everard t'Serclaes che nel 1356 liberò la città dall'occupazione di Luigi II di Fiandra.
- n° 9: Le Cygne (il Cigno). Nata come casa borghese, fu costruita nel 1698 per il finanziere Pierre Fariseau, che fece porre il suo monogramma al centro della facciata. Nel 1720 venne acquistata dalla Corporazione dei Macellai che ne fece modificare la parte superiore. Venne restaurata tra il 1896 e il 1904.
- n° 10: L'Arbre d'or (l'Albero d'oro), Casa della Corporazione dei Birrai e oggi Museo della Birra che con una ricostruzione di uno stabilimento di produzione della Birra del XVIII secolo e antichi strumenti, ne mostra la storia della sua fabbricazione. L'edificio datato 1696 è ornato dalle sculture di Marc de Vos e Pierre van Dievoet. La Casa è sormontata dalla statua equestre di Carlo Alessandro di Lorena, qui posta in sostituzione di quella di Massimiliano II Emanuele di Baviera, governatore dei Paesi Bassi spagnoli al tempo della ricostruzione di Bruxelles.
- n° 11: La Rose (la Rosa). Casa borghese ricostruita nel 1702 e restaurata nel 1901.
- n° 12: Le Mont Thabor. Casa borghese ricostruita nel 1699 e restaurata nel 1855.

#### Tra la Rue des Chapeliers e la Rue de la Colline (lato orientale)

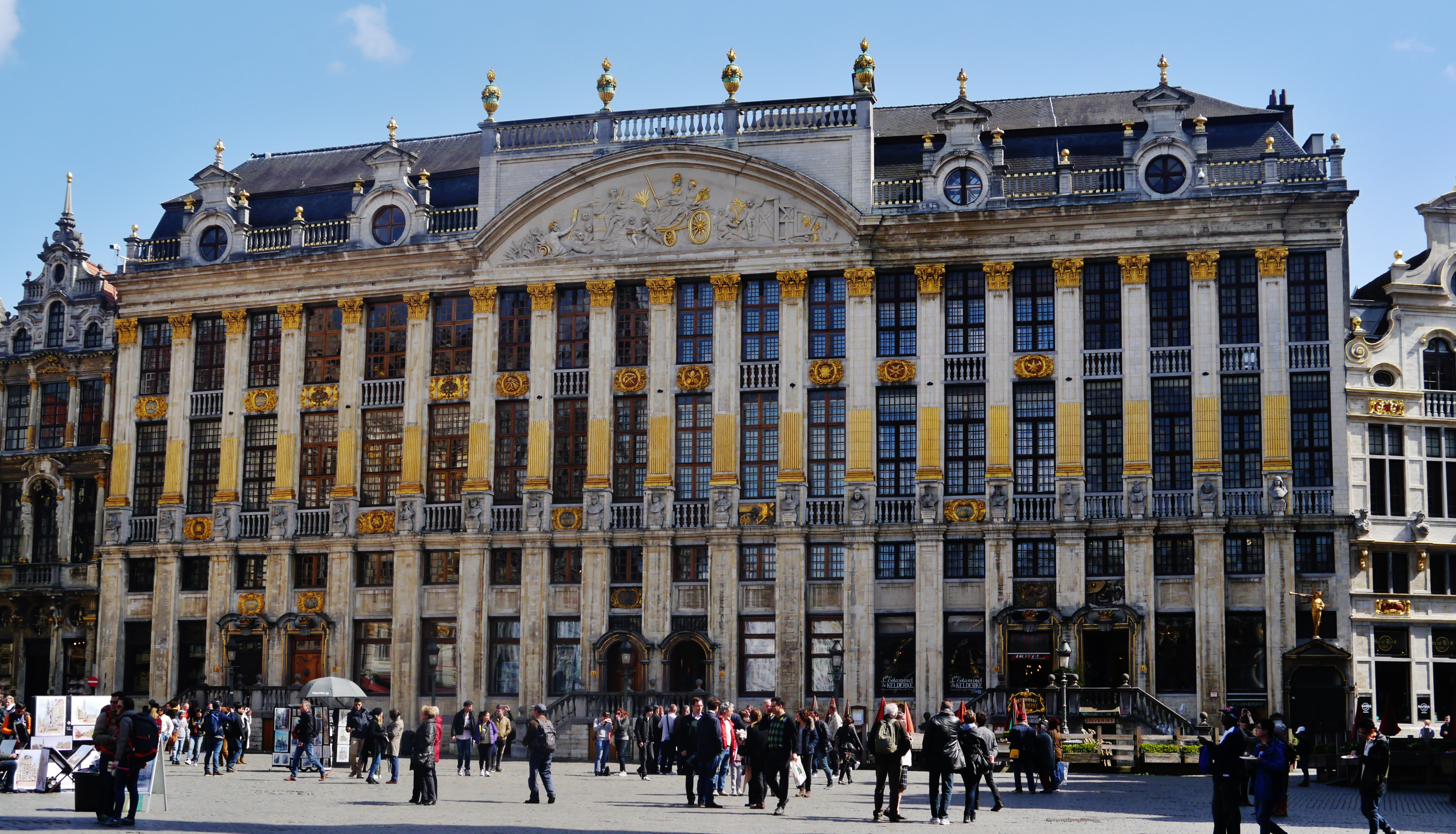
Maison des Ducs de Brabant.

- n° 12a: Alsemberg, Casa borghese ricostruita nel 1699.
- n° 13-19: Maison des Ducs de Brabant. Il Palazzo dei Duchi di Brabante in realtà è una monumentale facciata classicheggiante disegnata da Guillaume de Bruyn nel 1698 che ingloba sette edifici indipendenti. Il nome deriva dai 19 busti dei Duchi di Brabante posti alla base delle lesene come ornamentazione. Nel 1770 venne modificata nella parte superiore con l'aggiunta di un fastoso frontone ornato dal grande rilievo dell'"Abbondanza". Originariamente la maggior parte degli edifici erano di proprietà comunale, le case furono vendute nel 1696 a privati per finanziare la ricostruzione del Municipio. Venne restaurata tra il 1881 e il 1890. Al n° 13 è il Museo del Cioccolato.
- La Balance (la Bilancia). A sinistra della facciata del Palazzo dei Duchi di Brabante, si affaccia sulla Piazza un'altra casa, in realtà facente parte della numerazione di Rue de la Colline, è questo edificio ricostruito nel 1704. Presenta una fastosa facciata a tre livelli e frontone sormontato da un obelisco. La ricca decorazione barocca è incentrata sulla loggia del primo piano con cariatidi di mori che sostengono una bilancia d'oro. Era dal XIV secolo sede di un rinomato Caffè, il più antico della Grand-Place.[5]

#### Tra la Rue de la Colline e la Rue des Harengs (lato nord-est)

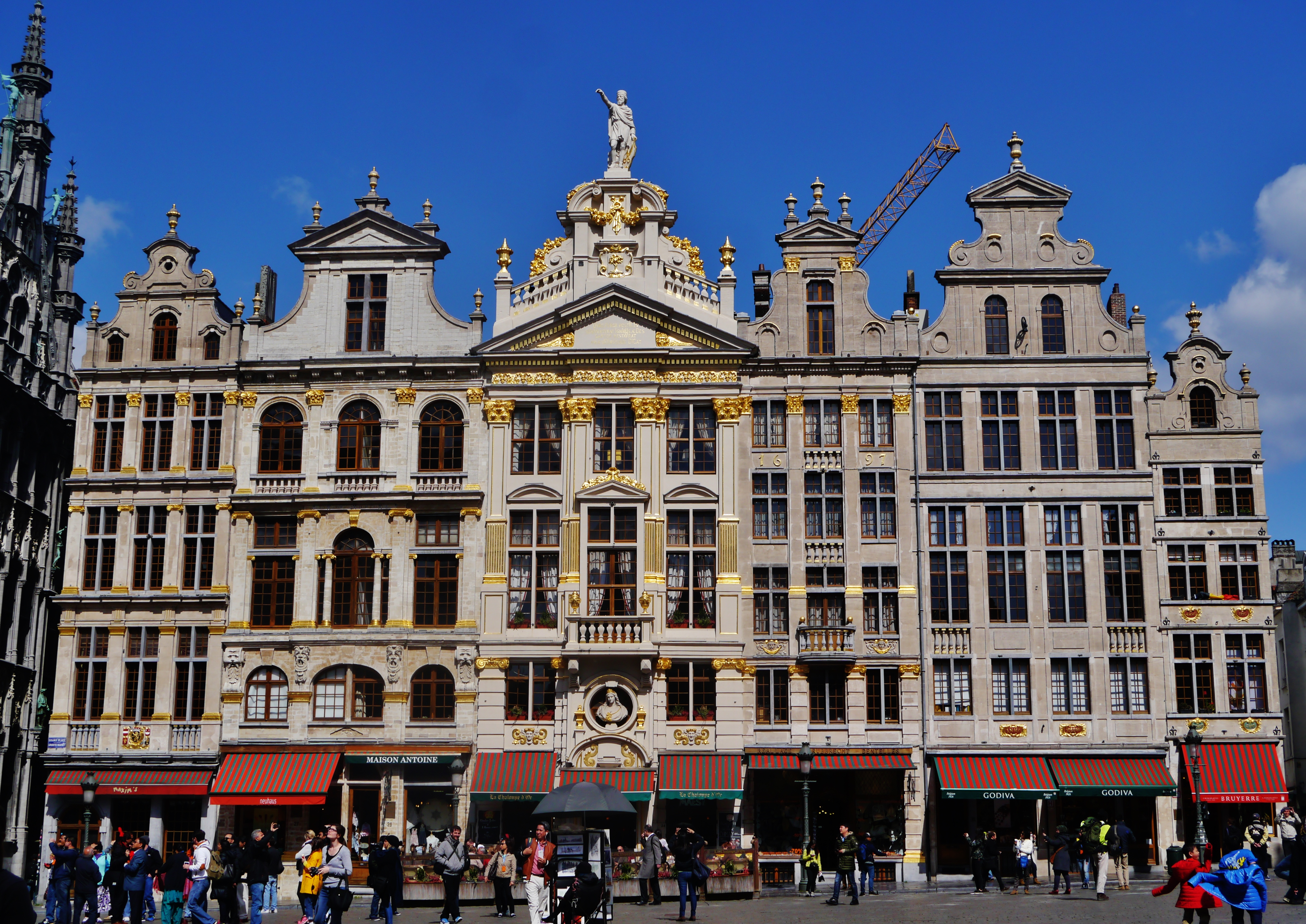
Da destra a sinistra: Le Cerf volant, Joseph et Anne, L'Ange, La Chaloupe d'Or, Le Pigeon, Le Marchand d'Or.

- n° 20: Le Cerf volant (il Cervo volante). Casa borghese ricostruita nel 1710 e restaurata nel 1897.
- n° 21-22: Joseph et Anne (Giuseppe e Anna), due case borghesi dietro una sola facciata. Il frontone, distrutto nel XIX secolo, venne rifatto nel 1897 su un acquarello del 1729 di F. De Rons.
- n° 23: L'Ange (l'Angelo). Casa borghese del mercante Jan De Vos, ricostruita nel 1697 su disegno di Guillaume de Bruyn. La facciata, snaturata nei secoli, venne rifatta nel 1897 su un acquarello del 1729 di F. De Rons.
- n° 24-25: La Chaloupe d'Or (la Scialuppa d'Oro), Casa della Corporazione dei Sarti. Disegnata da Guillaume de Bruyn nel 1697 come centro di una facciata atta a rivestire tutto il lato nord-est della piazza. A causa del rifiuto dei proprietari vicini il progetto rimase incompiuto delle ali laterali. L'edificio è sormontato dalla statua di Sant'Omobono da Cremona, patrono dei Sarti. Le sculture sono opera di Pierre van Dievoet. Il busto di Santa Barbara, sopra la porta, è dovuto a Godfried Van den Kerckhove (1872).
- n° 26-27: Le Pigeon (il Piccione), Casa della Corporazione dei Pittori, venduta nel 1697 al tagliapietre-architetto Pierre Simon, considerato l'autore della facciata. Venne abitata da Victor Hugo nel 1852.
- n° 28: Le Marchand d'Or (il Mercante d'Oro). Casa borghese del ceramista Corneille Mombaerts, ricostruita nel 1709 e restaurata nel 1882.

#### Tra la Rue Chair et Pain e la Rue au Beurre (lato nord-ovest)

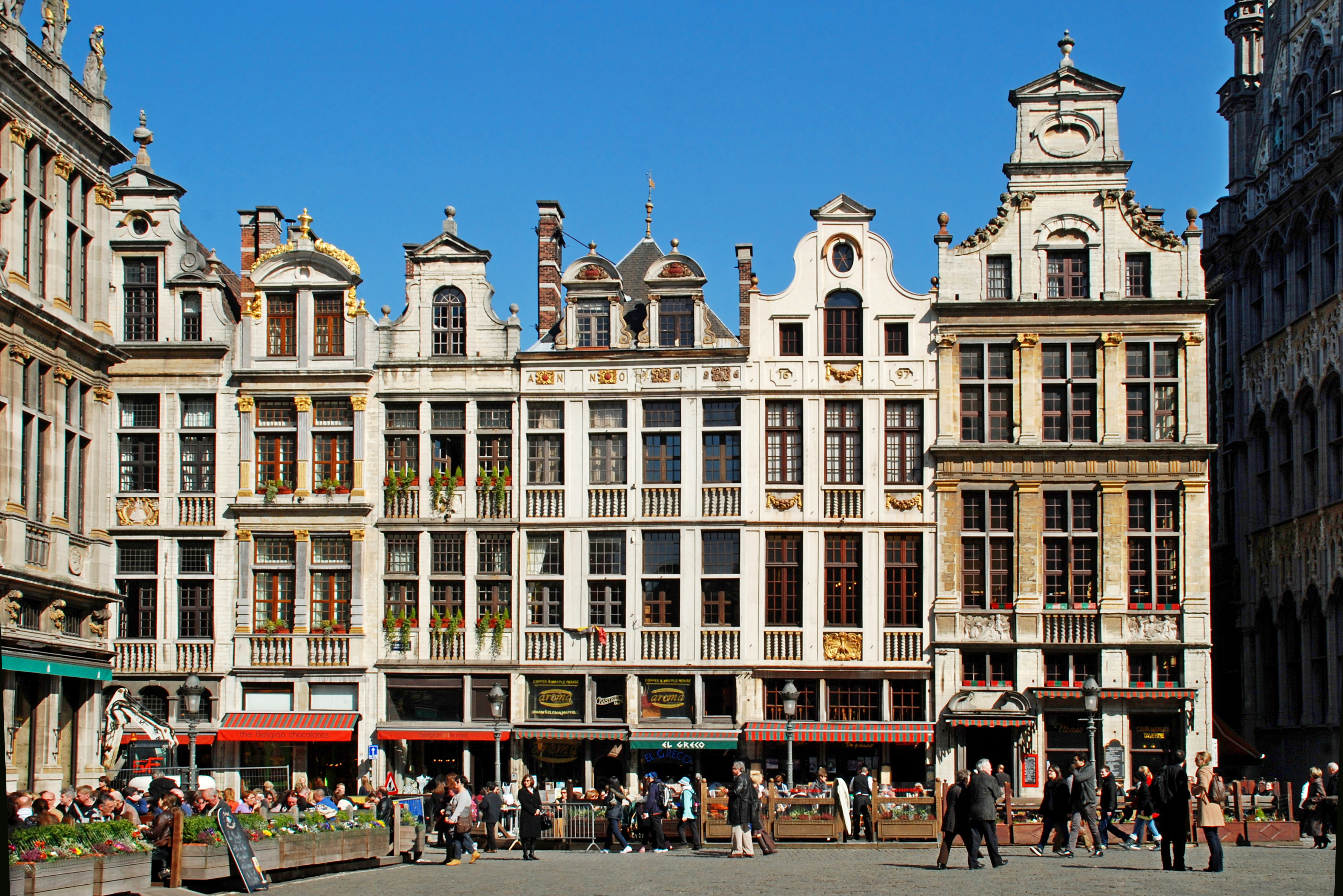
Da destra a sinistra: Le Heaume, Le Paon, Le Petit Renard, Le Chêne, Sainte-Barbe, L'Âne.

- n° 34: Le Heaume (l'Elmo). Casa borghese forse su progetto di Pierre van Dievoet. Fortemente restaurata nel 1920.
- n° 35: Le Paon (il Pavone), ricostruita nel 1697 e restaurata nel 1882.
- n° 36-37: Le Samaritain et le Chêne (il Samaritano e la Quercia), due case incluse dentro una sola facciata del 1696. Vennero restaurate nel 1884-86.
- n° 38: Sainte-Barbe (Santa Barbara). Casa borghese costruita nel 1696.
- n° 39: L'Âne (l'Asino). Casa borghese costruita nel 1696 e restaurata nel 1916.

## Eventi e manifestazioni
Frequentemente vengono organizzati eventi festivi e culturali sulla Grand-Place, come gli spettacoli di luci e suoni durante il periodo natalizio, o le illuminazioni animate dell'estate. Fra i più importanti e famosi sono l'Ommegang e l'Infiorata.

### L'Ommegang
All'inizio di luglio si svolge sulla Grand-Place l'Ommegang, una delle maggiori e migliori rievocazioni storiche d'Europa. Propone un fastoso corteo in costume di oltre 1400 figuranti. in costume d'epoca dei rappresentanti delle corporazioni delle Scuole e dei Corpi armati, a ricordo di un simile evento avvenuto nel 1549 alla presenza dell'imperatore Carlo V, della sorella Eleonora d'Asburgo, vedova di Francesco I, e di suo figlio Filippo II di Spagna.

### L'Infiorata
Tutti gli anni pari, il week-end del 15 agosto, festa dell'Assunzione di Maria, la Grand-Place si ricopre d'un immenso tappeto di fiori (Infiorata) di 25 metri di larghezza per 75 di lunghezza, formato dai fiori provenienti da più di 500 000 piante di begonie.